# OM ティターノ 2
OM Titano 2(本家イタリアではTitano)は、イタリアの自動車メーカーオフィチーネ メッカニチェ（OM）が1961年から1970年まで生産していた大型トラックである。1930年代（1937～39年）に生産されていたTitano 137が名前の元である。
スーパーオリオーネの後継としてフィアットやランチアの大型トラックに対抗するために設計された、ヨーロッパ諸国における大型トラックの始祖である。また、販路はイタリア国内に留まらず、海外にも輸出されていた。

## 歴史
第二次世界大戦後に生産し、成功していたオリオーネ/スーパーオリオーネは1961年にティターノ2にフルモデルチェンジすることとなる。6x4と8x4仕様を標準とし、堅牢なシャーシを持つティターノは、同クラス最高のトラックとして、運送や建設の世界で認知された。エンジンは新開発の直列6気筒ジーゼルエンジンで、（クランクシャフト駆動の）手動切り替え式のヘリカルローブ式コンプレッサーを装備しており、エンジンが許容回転を超えてしまった際には遠心力マス装置によりコンプレッサーの切り離しが可能であった。
イタリア政府公認によりこのモデルには、40トンの3サイド・ティッパーか13mのコンクリートミキサーが装備できた。重さ35トン以下の大理石ブロックを運ぶために採石場で使用されていた。バリエーションはイタリア向け6x4の他に輸出仕様に4x2のトラクターが設定されていた。主なバリエーションは4x2、6x2、6x4、8x2、8x4のトラック、4x2、6x2、6x4のトラクターなど。
空港の特殊装備屋特別な輸送にも使われており、また、例外ではあるものの輸送隊の基地としても機能した。トレーラー連結時の装重量は（法律上）56トンであったとされる。
国内では前述のフィアットやランチアの大型トラックと競合していた。また、輸出先はスイスやドイツであった。ティターノはフランスにも輸出されていたが、フランスの道路交通法の車両重量26トンを軽く超える2倍の重量に耐えうる設計であったため、ごくわずかしかフランスに輸出されていなかった。なお、フランス国内で確認できる登録数は作業機付きトラクターが数台登録されているだけに留まる。
- 1955 : スーパーオリオーネ, 11,360 cm3
- 1961 : ティターノ 2, 6L, 10,310 cm3, ターボチャージャー
- 1966 : ティターノ 2 11,150 cm3, ターボチャージャー

1972年まで生産され、6x4はフィアット300、8x4はジレッリが後継車となっている。